# Государственный струнный квартет имени М. И. Глинки
Государственный струнный квартет им. М. И. Глинки — струнный квартет, организованный виолончелистом Олегом Смирновым в феврале 1994 года.
Репертуар квартета разносторонен и включает в себя такие стили и жанры, как венская классика, музыка импрессионистов, квартеты современных композиторов, квартеты ведущих мастеров русского композиторского искусства и так далее.
Коллектив выступал и с многими музыкантами, например с Джесси Норман, Николаем Петровым, Элисо Вирсаладзе, Наумом Штаркманом, Даниилом Крамером и другими. Успешно гастролирует за рубежом.
Квартетом записано 20 компакт-дисков.